# Мактаба аш-Шамиля
Мактаба аш-Шамиля (араб. المكتبة الشاملة‎) — одна из крупнейших в мире онлайн-библиотек исламской и арабской литературы, насчитывающая более 7000 книг. Была запущена в апреле 2005 года. В январе 2006 добавилась возможность добавлять/удалять книги. В июне 2008 появилась возможность показания цитируемого текста в оригинальном источнике. Имеется офлайн-клиент под Windows, написанный на VB6, и клиенты под Android и iOS. В марте 2012 появилась официальная спонсорская программа. К программе существует поисковик «Бахис аш-Шамиль».